# Dekanat Braniewo
Dekanat Braniewo – jeden z 21 dekanatów w rzymskokatolickiej archidiecezji warmińskiej.

## Parafie
W skład dekanatu wchodzi 15 parafii:
- parafia Nawiedzenia Najświętszej Maryi Panny – Błudowo
- parafia Krzyża Świętego – Braniewo
- parafia św. Antoniego z Padwy – Braniewo
- parafia św. Katarzyny Aleksandryjskiej – Braniewo
- parafia św. Wojciecha Biskupa i Męczennika – Braniewo
- parafia Najświętszej Trójcy – Chruściel
- parafia Wniebowzięcia Najświętszej Maryi Panny – Frombork
- parafia bł. Reginy Protmann – Gronowo
- parafia Najświętszej Maryi Panny Królowej Polski – Lipowina
- parafia św. Małgorzaty – Pierzchały
- parafia św. Katarzyny – Płoskinia
- parafia św. Józefa Robotnika – Szyleny
- parafia św. Marcina – Tolkowiec
- parafia Wszystkich Świętych – Wielkie Wierzno
- parafia Świętej Rodziny – Żelazna Góra

Parafia cywilno-wojskowa św. Wojciecha w Braniewie należy także do Dekanatu Wojsk Lądowych Ordynariatu Polowego Wojska Polskiego

## Historia
Do 15 września 2022 roku w skład dekanatu wchodziło 9 parafii:

## Sąsiednie dekanaty
Górowo Iławeckie, Orneta